# Cleistocactus icosagonus
Cleistocactus icosagonus là một loài thực vật có hoa trong họ Cactaceae. Loài này được (Kunth) A.Weber mô tả khoa học đầu tiên năm 1904.

## Hình ảnh

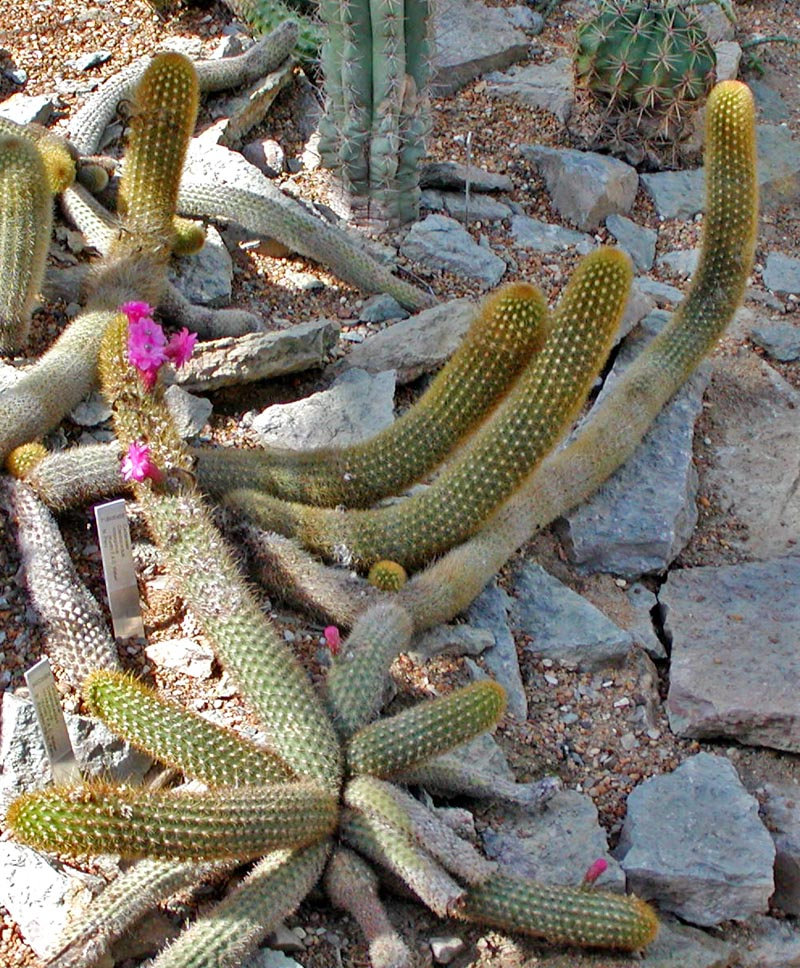
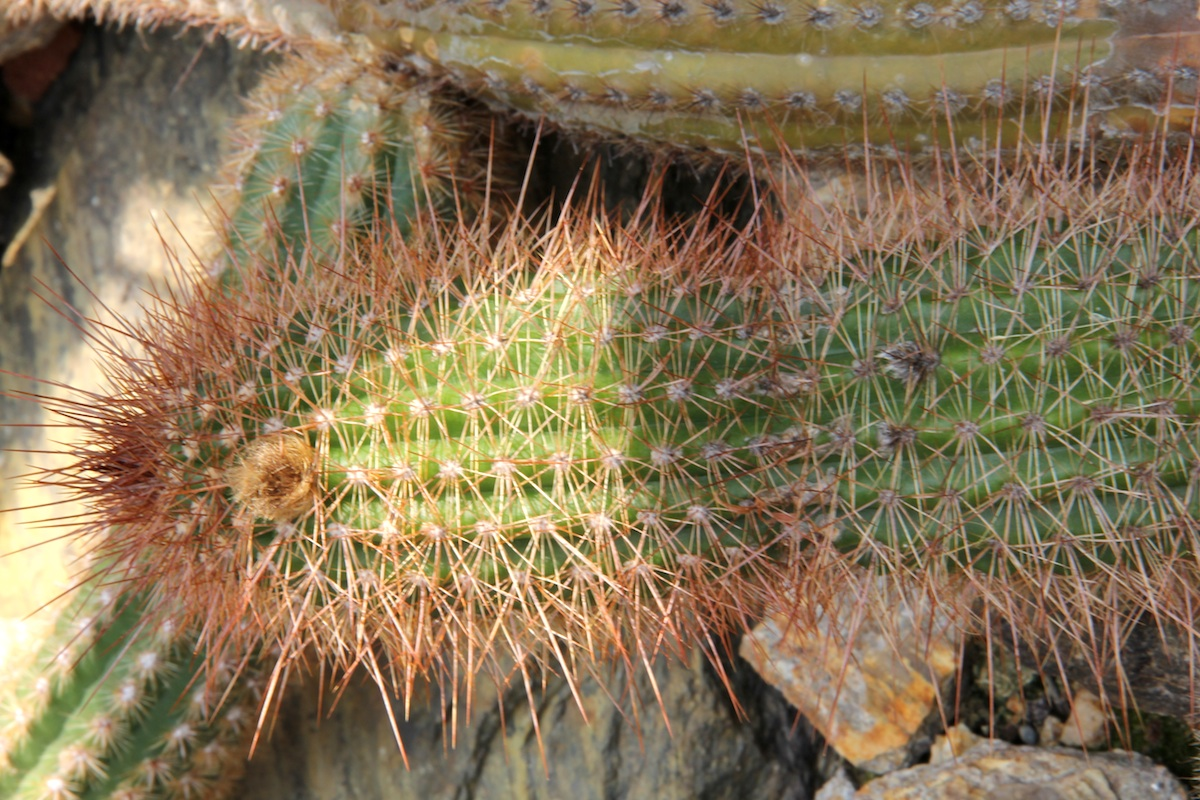
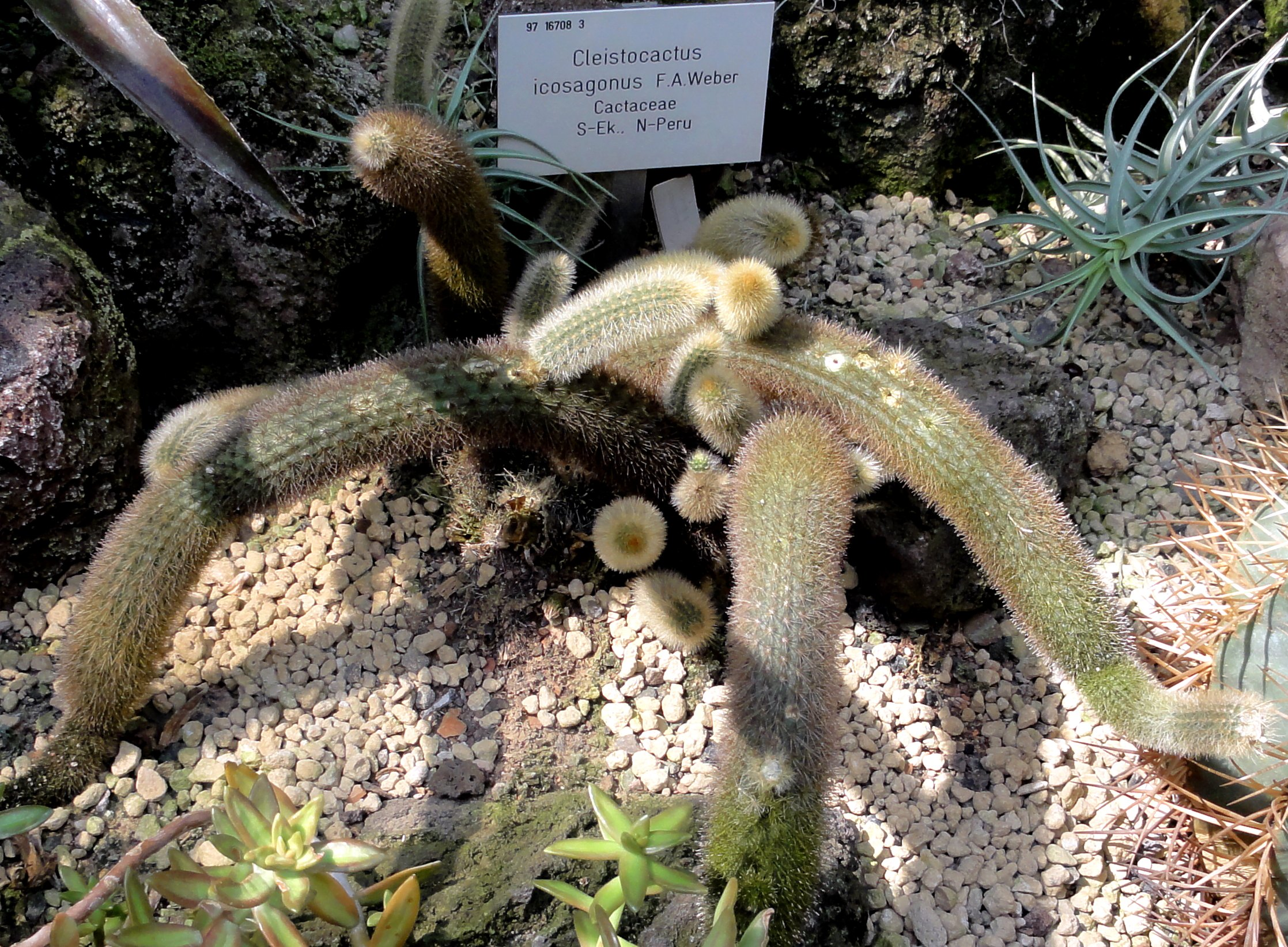
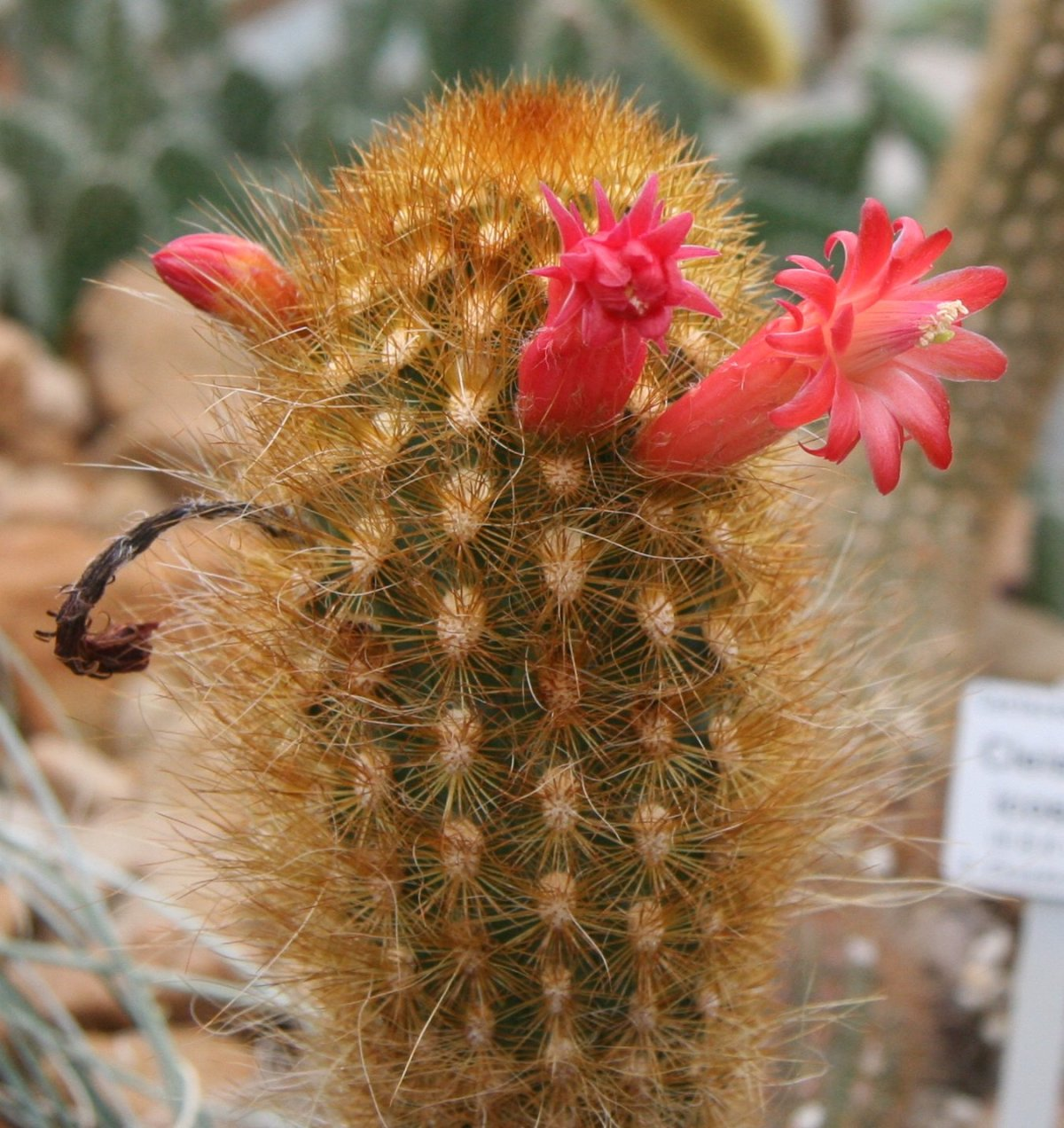